# IC 318
IC 318 је спирална галаксија у сазвјежђу Еридан која се налази на листи објеката дубоког неба у Индекс каталогу.
Деклинација објекта је - 14° 34' 5" а ректасцензија 3h 20m 43,8s. Привидна величина (магнитуда) објекта IC 318 износи 13,9 а фотографска магнитуда 14,7. IC 318 је још познат и под ознакама MCG -3-9-23, IRAS 03183-1444, PGC 12532.